# Bundesstraße 198
De Bundesstraße 198 (ook wel B198) is een weg in de Duitse deelstaten Mecklenburg-Voor-Pommeren en Brandeburg.
Ze begint bij Silbermühle en loopt verder langs de steden Neustrelitz, Prenzlau, Angermünde en verder naar Althüttendorf. De B198 is ongeveer 194 km lang.
Routebeschrijving
Mecklenburg-Voor-Pommeren
De B198 begint bij Plau am See op een kruising met de B103 en loopt over de Mecklenburgische Seenplatte door Ganzlin naar Stuer. Men kruist bij de afrit Röbel (Müritz) de A19, waarna ze door Leizen, Dambeck, Röbel (Müritz), Vipperow hier kruist men de Müritz. Ze loopt nu verder door Mirow een Wesenberg waar de B122 aansluit. Ze loopt verder door Klein Trebbow waarna ze samenloopt met de B96 tot bij Neustrelitz waar ze weer afbuigt. De B198 loopt door Carpin en Woldegk waar ze samenloopt met de B104, Prenzlau waar ze een samenloopt met de B109 en Hohengustow. De B198 kruist men bij afrit Gramzow de A11 en loopt door Gramzow, Angermünde waar men een samenloopt met de B2 tevens sluit hier de B158 aan. Tot aan de A11 bij afrit Joachimsthal dient ze als vervanging voor de B2.
B1 · B2 · B4 · B5 · B75 · B76 · B77 · B87 · B96 · B96a · B96b · B97 · B101 · B102 · B103 · B104 · B105 · B106 · B107 · B108 · B109 · B110 · B111 · B112 · B112n · B113 · B115 · B122 · B156 · B158 · B166 · B167 · B168 · B169 · B179 · B182 · B183 · B187 · B188 · B189 · B190n · B191 · B192 · B193 · B194 · B195 · B196 · B197 · B198 · B199 · B200 · B201 · B202 · B203 · B204 · B205 · B206 · B207 · B208 · B209 · B246 · B320 · B321 · B404 · B430 · B431 · B432 · B434 · B435 · B495 · B501 · B502 · B503